# Excelsior Geyser
Excelsior Geyser også kendt som Excelsior Geyser Crater, er en varm kilde i Midway Geyser Basin i Yellowstone National Park i staten Wyoming, USA. Excelsior Geyser fik sit navn i forbindelse med en geologisk undersøgelse i 1871.
Indtil 1890 var kilden en aktiv gejser, der havde havde udbrud i op til 90 meters højde. Imidertid ophørte udbruddene, og nogle geologer mener, at det skyldes, at de kraftige udbrud simpelthen ødelagde gejserens indre rørsystem, og i dag "koger" gejseren som en varm kilde det meste af tiden. Det eneste foto at et udbrud, som så vidt vides eksisterer i dag, er taget Frank Jay Haynes i 1888.
I 1985 kom der kortvarig aktivitet i gejseren en periode af 45 timer mellem 14. og 16. september. Udbruddene var dog forholdsvis små med en højde på omkring 9 meter, enkelte udbrud dog op til 23 meters højde og 23 meter brede. Udbruddene varede ca. 2 minutter og der gik mellem 5 og 66 minutter mellem hvert udbrud. Omkring 2005 kogte kilden flere gange så kraftigt, at nogle regnede det for små udbrud. Boblerne nåede højder på mellem 9 og 15 meter. 
Excelsior Geyser kilden udleder mellem 15.000 og 17.000 liter 93o (celsius) varmt vand ud i Firehole River hvert minut. På grund af den høje beliggenhed i Rocky Mountains koger vandet ved denne temperatur. 

## Eksterne referencer
- Om gejserne i Midway Geyser Basin fra nationalparkens hjemmeide Arkiveret 26. september 2009 hos  Wayback Machine (engelsk)

44°31′35″N 110°50′12″V / 44.52639°N 110.83667°V